# Płock
Płock (jidiš: פלאצק) je grad u središnjoj Poljskoj na rijeci Visla (polj. Wisła), najdužoj i najvažnijoj rijeci u Poljskoj. Prema podacima iz poljskog državnog zavoda za statistiku 30. lipnja 2009. Płock je imao 126.675 stanovnika. 
Grad se nalazi pripada Mazovjeckom vojvodstvu, najvećem od 16 poljskih vojvodstava. Tom vojvodstvu grad je priključen od 1999. Prije toga Płock je bio glavni grad Płockog vojvodstva (1975. – 1998.). Danas je Płock glavni grad pokrajine Powiat na zapadu Mazovjeckog vojvodstva.

## Povijest
U gradu Płocku nalazi se prekrasna katedrala iz 12. stoljeća. To je mazovjecka katedrala blagoslovljene Djevice Marije te su u njoj pokopani poljski kraljevi Władysław I. Herman (umro 1102.) i Bolesław III. Wrymouth (umro 1138.).
Płock je u vrijeme njihove vladavine bio glavni grad Poljske (1079. – 1138.) a to prestaje biti smrću kralja Bolesława III. Wrymoutha. Također, grad je bio i sjedište mazovjeckih kneževa.

## Religije

#### Židovi
Prisutnost židova u gradu datira već unatrag mnogo stoljeća, vjerojatno od 1400. godine. 1938. godine 25% stanovništva Płocka činili su židovi. Time je Płock bio jedan od poljskih gradova s velikom židovskom populacijom.
Nažalost, židovska populacija masovno je uništena tokom holokausta.

#### Maraviti
Płock je sjedište maravitskog biskupa. Maravitska Crkva neovisna je kršćanska Crkva koja je nastala iz poljske Katoličke Crkve na prijelazu u 20. stoljeće. Većinom se prostire samo u Poljskoj.
Najvažnija maravitska crkva izgrađena je ovdje početkom 20. stoljeća. Ta crkva zove se - Hram milosrđa i ljubavi te se nalazi na vrhu brežuljka u povijesnom dijelu Płocka, u blizini rijeke Visle.

## Gospodarstvo
Glavna gospodarska djelatnost u gradu vezana je uz naftu i preradu nafte. U Płocku se nalazi najveća državna rafinerija nafte koja je u vlasništvu naftnog koncerna PKN Orlena. Riječ je o 31. najvećoj naftnoj kompaniji na svijetu prema istraživanju koje je proveo Fortune Global 500 te je prema konzultantsko-revizorskoj kući Deloitte, je vodeća tvrtka u srednjoj Europi s prihodom od 26 milijardi eura.
Također, grad je zanimljiv stranih investitorima koji ulažu ovdje u vlastita postrojenja i tvornice. Neki od njih su Levi Strauss & Co., Hoppenstedt Bonnier Information, Bildau&Bussmann, Adler Polska, A. Schulman, Dr. Oetker Dekor i dr. Također u gradu se nalazi jedan od najvećih proizvodnih pogona polipropilena i polietilena u svijetu.

## Obrazovanje
U Płocku se nalazi osam visoko obrazovnih institucija a to su:
- Politechnika Warszawska
- Państwowa Wyższa Szkoła Zawodowa w Płocku
- Szkoła Wyższa im. Pawła Włodkowica
- Uniwersytet Kardynała Stefana Wyszyńskiego – Punkt Konsultacyjny
- Uniwersytet Warszawski – Wydział Zarządzania
- Mazowieckie Samorządowe Centrum Doskonalenia Nauczycieli
- Wyższe Seminarium Duchowne
- Wyższa Szkoła Studiów Międzynarodowych w Łodzi.

## Prijevoz

#### Ceste
Płock je cestovno dosta povezan. Od važnijih cesta tu su dvije državne i četiri ceste vojvodstva.
| Najvažnije ceste u Płocku | Najvažnije ceste u Płocku | Najvažnije ceste u Płocku                                               |
| Vrsta ceste               | Broj ceste                | Ruta                                                                    |
| ------------------------- | ------------------------- | ----------------------------------------------------------------------- |
| Državna cesta             | 60                        | Łęczyca - Płock - Ciechanów - Ostrów Mazowiecka                         |
| Državna cesta             | 62                        | Strzelno - Włocławek - Płock - Wyszków - Sokołów Podlaski - Siemiatycze |
| Vojvodska cesta           | 559                       | Płock - Lipno                                                           |
| Vojvodska cesta           | 562                       | Płock - Szpetal Górny                                                   |
| Vojvodska cesta           | 567                       | Płock - Góra                                                            |
| Vojvodska cesta           | 575                       | Płock - Kazuń Nowy                                                      |

#### Autobusni prijevoz
U Płocku postoje dvije dvije tvrtke koje vrše usluge autobusnog prijevoza. Autobusi povezuju grad s četrdeset i jednom rutom.
Autobusni prijevoznici u Płocku su:
- KM Płock (Komunikacja Miejska Płock) i
- PKS Płock (Przedsiębiorstwo Komunikacji Samochodowej w Płocku S.A.).

#### Tramvajski prijevoz
Gradsko poglavarstvo Płocka je u prosincu 2007. odlučilo da će stručnom povjerenstvu dati da razvije studiju o izgradnji tramvajske linije u gradu. Nakon studije odlučeno je izgraditi potrebnu infrastrukturu koja bi bila puštena u rad 2013. Međutim, nakon gradskih izbora u studenom 2010., novo vodstvo grada je odlučilo da će se povući iz projekta.

#### Mostovi
Rijeku Vislu moguće je proći preko Mosta legija maršala Józefa Piłsudskog i Mosta solidarnosti. Grad također namjerava izgraditi nekoliko manjih mostova.

## Šport
Orlen Arena izgrađena 2010. mjesto je održavanja sportskih i glazbenih događaja.

### Nogomet
- Wisła Płock (poljska druga liga),
- Wisła II Płock (poljska peta liga)
- Stoczniowiec Płock (okružna liga)

### Rukomet
- Orlen Wisła Płock (muški i ženski rukometni klub, višestruki prvak Poljske)
- AZS PWSZ Jutrzenka Płock

### Ostali sportovi
- Masovia Płock (badminton)
- Mustangs Płock (američki nogomet)
- Medyk Płock, Mon-Pol Płock i MUKS 21 Płock (košarka)
- MUKS Płock, MLKL Płock (atletika)
- Alumn Płock (stolni tenis)
- MZOS Płock (plivnanje)
- Aeroklub Ziemi Mazowieckiej (avio klub)
- Płock Rowing Association (est. 1882, the oldest sports club in the city) - rowing
- Płockie Towarzystwo Wioślarskie (veslanje; najstariji sportski klub u gradu osnovan 1882.)
- Klub Żeglarski Petrochemia Płock (jednjenje).

## Politika
Odluke grada donosi gradski parlament (polj. Sejm) te su oni izabrani na izborima.
| Članovi gradskog parlamenta | Članovi gradskog parlamenta | Članovi gradskog parlamenta |
| Član gradskog parlamenta    | Stranačka pripadnost        |                             |
| --------------------------- | --------------------------- | --------------------------- |
| Julia Pitera                | PO                          |                             |
| Mirosław Koźlakiewicz       | PO                          |                             |
| Andrzej Nowakowski          | PO                          |                             |
| Wojciech Jasiński           | Pis                         |                             |
| Marek Opioła                | Pis                         |                             |
| Robert Kołakowski           | Pis                         |                             |
| Dariusz Kaczanowski         | Pis                         |                             |
| Waldemar Pawlak             | PSL                         |                             |
| Adam Struzik                | PSL                         |                             |

## Gradovi prijatelji
Płock je grad prijatelj s devet europskih te po jednim američkim i kineskim gradom. To su:
| - Loznica, Srbija (1972.) - Darmstadt, Njemačka (1988.) - Fort Wayne, Indiana, SAD (1990.) - Mažeikiai, Litva (1994.) - Navapolack, Bjelorusija (1996.) - Forlì, Italija (1998.) - Auxerre, Francuska (2000.) - Bălţi, Moldova (2000.) - Thurrock, Ujedinjeno Kraljevstvo (2004.) - Mitišči, Rusija (2006.) - Huai'an, Kina (2010.) |

## Galerija slika
- Dvorac u Płocku
- Gradska vijećnica
- Crkva svetog Bartola
- Tumska ulica
- Slika Płocka iz 1852. (naslikao poljski slikar Wojciech Gerson)
- Mazovjecki muzej
- Most solidarnosti
- "Mala sinagoga" u Ulici Kwiatka
- Amfiteatar
- Monument papi Ivanu Pavlu II.
- Stara fotografija na kojoj je prikazan "Hram milosrđa i ljubavi"

## Vanjske poveznice
- Službene web stranice grada